# Nils Nykvist
Nils Bertil Nykvist, född 7 november 1926 i Kibunzi, Belgiska Kongo, död 13 november 2015 i Rönninge, var en svensk skogsvetare.  Han var bror till filmfotografen Sven Nykvist.
Nykvist, vars föräldrar var missionärer, disputerade för filosofie doktorsgrad 1963. Han var universitetslektor vid Skogshögskolan i Stockholm från 1963 och var senare verksam vid Sveriges lantbruksuniversitet i Umeå, där han också var professor i skoglig marklära.
Nykvist bidrog till att sprida kunskaper om mark genom boken Marklära och markvård, som han skrev tillsammans med Tryggve Troedsson 1973. Han valdes in i Kungl. Skogs- och Lantbruksakademiens skogsavdelning 1985.